# カーチス・ライト

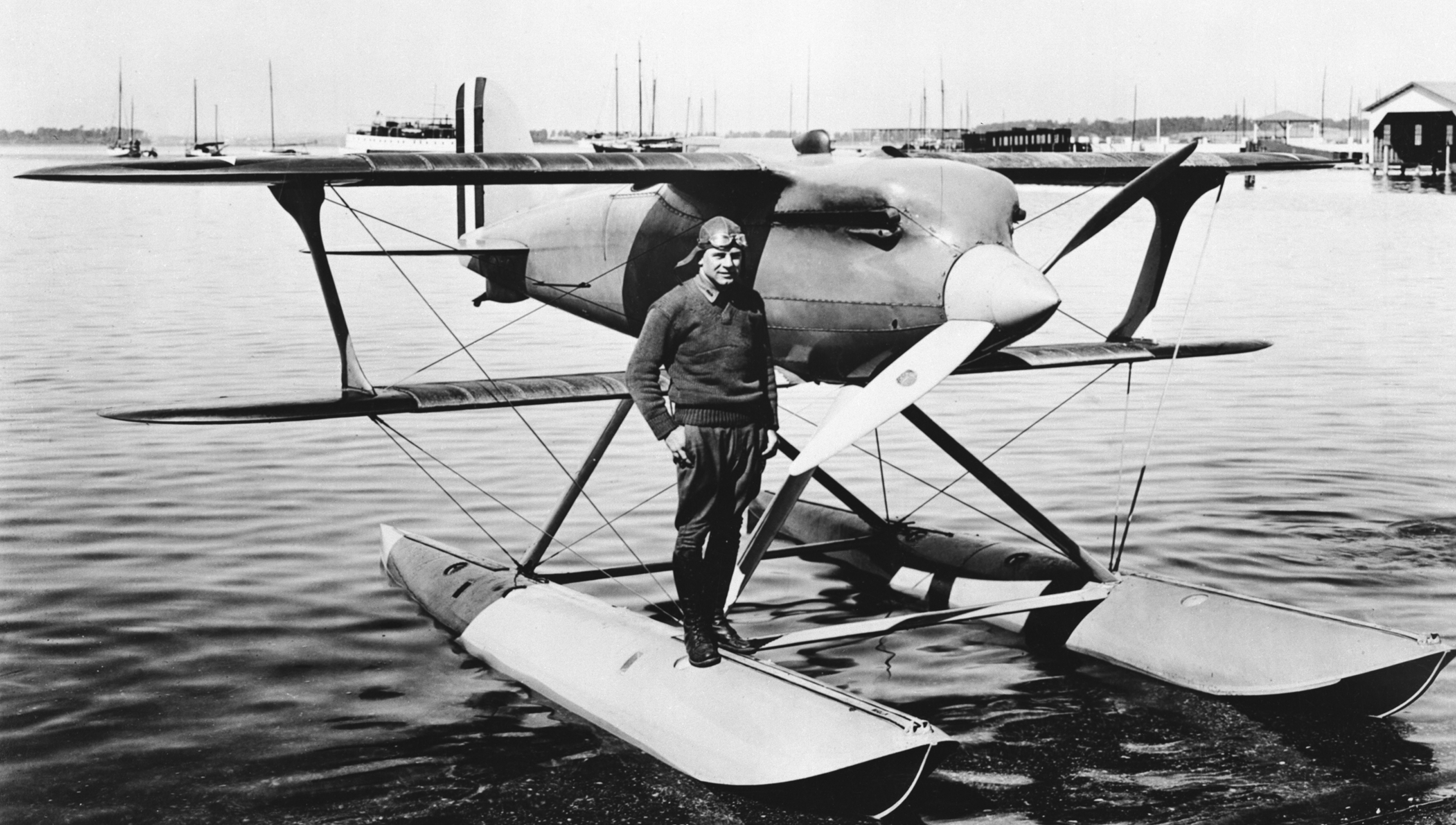
ドゥーリトル中尉とR3C-2水上機

カーチス・ライト（Curtiss-Wright Corporation 、CWC）は、アメリカ合衆国のメーカー。第二次世界大戦直後まで航空機を製造、現在はコンポーネントメーカーとなっている。表記は他に「カーティス・ライト」がある。
第二次世界大戦中には全米製造業者中、第2位を誇った。現在は企業買収を進めながら事業の多角化を図り、アクチュエーター、飛行制御システム、バルブ、金属表面加工などでの小規模だが超先端技術を駆使したコンポーネントメーカーとして航空機分野、軍事分野を含む多分野多方面で活動している。

## 歴史

### 航空機産業時代
グレン・カーチス（英語発音ではカーティス）によって1916年に設立されたカーチス・エアロプレーン・アンド・モーター・カンパニー（Curtiss Aeroplane and Motor Company ）は第一次世界大戦中に発展した。JN4ジェニーが当時の有名な機体である。1929年7月5日、カーチス・エアロプレーン&モーターやライト兄弟が立ち上げたライト・エアロノーティカル（Wright Aeronautical ）など12の別々の会社が合併し、カーチス・ライト社（Curtiss-Wright Corporation）となる。合併当時は7500万ドルの資本金をもち、米国最大の航空機メーカーだった。
一連のホーク・シリーズで米陸軍向け戦闘機の生産を続けた。第二次世界大戦ではP-36戦闘機を開発、米国を含む各国に販売。第二次世界大戦初期にはこれで大成功を収めていた。その後P-40戦闘機を生産。これは商売として最も成功した戦闘機で、トマホーク・キティホーク・ウォーホークと型ごとに愛称がつけられ、1940年から1944年にかけて14,000機近く製造されている。C-46輸送機は従来の連合軍航空機よりも多く積載可能だった。戦争中カーチス・ライト社は総生産数29,000機以上を誇り、製造業全米第2位の地位となった。しかし、P-36、P-40ともに特別高性能ではなく当時の性能面での比較では二流の機体との評価もある。
戦後は、民間航空機用のレシプロ・エンジン、およびプロペラの生産に集中。DC-7やスーパー・コンステレーションなどに使用された。また軍用にはJ65ターボジェットエンジンが長期に生産された。
しかし、ジェット化の波に乗り遅れ、ようやく開発したXF-87ジェット夜間戦闘機は一旦は採用が決定し発注まで行われていたが、生産直前の1948年10月10日に突然キャンセルされた為、社は多大な負債を抱えることになる。このXF-87の採用と発注について、軍部は戦後没落しかかったカーチス・ライト社になんとか存続してもらいたかったため、XF-87の完成度が低いにもかかわらず契約を行ったが、ノースロップ社が製造したF-89ジェット戦闘機が想像以上の出来栄えだったため、生産まで押し切ることができずキャンセルしたのである。結局、カーチス・ライト社は不採算部門となった航空機生産部門をノース・アメリカン・エイヴィエーションに売却し航空機の機体メーカーとしての歴史に幕を引くこととなった。
以降は現在に至るまで、戦後立ち上げた部品供給や生産工程の援助、メンテナンスサービスなどの分野で航空機にかかわり続けている。ノースアメリカンは1967年にロックウェル・インターナショナルと合併したが、1996年にはロックウェル・インターナショナルからボーイングへ売却され、現在はボーイングの一部となっている。

### コンポーネントメーカーへの道
1950年代プラスチック産業へ参入。産業向け、家庭向け、個人向けでそれぞれのメーカーに供給した。
1956年、皮一枚で首がつながっていただけのステュードベーカー＝パッカード・コーポレーションが全米第5位の自動車メーカーとしての破産を免れるため、カーチス・ライトとの管理契約に入る。一方のカーチス社はこの契約により自社の多角化の一環としてメルセデス・ベンツ全米販売権を手に入れることになった。しかしこの協業も1959年にカーチス側から破棄している。
1957年、3分の2が政府購買でそのうち3分の2は非軍事用途だった。軍事用途に関する売上が全体に占める位置づけが減ってきていた。超音波計測に参入。
1958年には、軍事用原子炉制御棒機器や原子力研究炉の操業、太陽光研究所の開設、X線によるライン工程品質管理などを開始。コンティネンタル・コパー&スチール・インダストリーの部門を買収し土木機械へも参入。
1960年代は民間、軍用ともに航空機のパーツ販売、サービスも行ったが、経営陣はさらなる多角化を邁進。宇宙分野へも参入。ロケット・エンジン・ケース、エグゾースト・ノズルなどをサブ・コントラクターとして製造した。
宇宙・軍事向けのメカニカルシステム、油圧システム、メカトロニクス、アクチュエーションシステムを手がけ、現在の動作制御(モーション・コントロール)事業部門につながる。
Metal Improvement Company (MIC) を買収し、産業界・宇宙関連へのショットピーニング技術提供に参入。
1972年、ヴァンケル・ロータリー・エンジンの北米での製造権を持ち、インガソール(Ingersoll-Rand)社とロータリーコンプレッサーを製造しマツダ・RX-7でも使用された。AMCもカーチス・ライトの7番目のヴァンケル・エンジン・ライセンシーとなった。GMも1975年のヴェガでロータリーを載せると発表したが、排ガス規制のために実現しなかった。
Cenco Inc.,の株を取得し排ガス汚染対応環境技術を手に入れる。
Lynch Corporationの株を取得し、ガラス形成機器、フロー機器分野の技術を得る。
Diebel Heat Treating Companyからは熱処理技術を得、自動車メーカー、石油開発会社、農業機器メーカーに提供。
1980年には株を取得しようとした銅関連企業のKennecott社から逆に買取攻勢を掛けられ32%を取得されテレダイン・テクノロジーズを抜き第一位株主となる。その後Kennecottとの協議でお互いの株、子会社のやり取りなどがあり、テレダインがカーチス・ライトの過半数株を取得する。この経緯によりカーチスの財務状況はよくなり、ウェスタン・ユニオン社（Western Union Corporation）を買収するが失敗。また、ロータリー技術の商用化に見切りをつけライセンス権をディーア・アンド・カンパニー（Deere & Company）に売却。
1980年代、ブリティッシュ・エアロスペース/エアバス・インダストリー・コンソーシアムにピーン・フォーミング・サービスを提供。A-320、A-330、A-340などで利用される。
1989年〜1998年、ボーイング、マクドネル・ダグラス、エアバスの3社寡占となり、カーチス・ライト社はボーイングの737、747、757に、アクテュエーション技術、制御技術を提供。ボーイング、マクドネル・ダグラス、エアバスに翼表面へのピーン・フォーミング技術を提供。
東西融和により米国軍備費が削減される。民間航空機産業も低調となり新規航空機発注も低迷。既存航空機のウイング・フラップシステムのトランスミッション、アクチュエーターのオーバーホールサービスに参入。1996年にはAviallから、メンテナンス、リペア、オーバーホール事業を買収。
1995年、韓国の商用原子力発電所にバルブ提供。1998年、エナテック（Enertech）を買収。
1998年、スイスのドライヴ・テクノロジー（Drive Technology）を買収。武装車両の駆動機構、サスペンション機構。

## 現在
カーチス・ライト・コーポレーションの下に3つの事業セグメントを持ち、それぞれの事業セグメントは独立した会社として経営されている。
- モーション・コントロール事業 - 会社名：カーチス・ライト・コントロールズ・インク

1. Engineered Systems
2. Embedded Computing
3. Integrated Sensing

- メタル・トリートメント事業 - 会社名：メタル・インプルーブメント・カンパニー

1. Shot peening
2. Laser peening
3. Shot peen forming
4. Heat treating
5. Coating services

- フロー・コントロール(流体制御)事業 - 会社名：カーチス＝ライト・フロー・コントロール・コーポレーション

1961年のTarget Rock社買収に始まる。
1. Target Rock：原子力用バルブなど
2. Enertech：1998年買収。商用原子力発電所用機器。
3. Farris Engineering：1999年買収。圧力軽減(低減)バルブ
4. Sprague Products：1966年創業。1999年に大株主TeledyneからCWCへ。
5. EMD(Electro-Mechanical Corporation)：初の原子力潜水艦USSノーティラスで使用されたポンプを製造。米国海軍とつながりをもつ。
6. Peerless：2001年買収。米国海軍原子力関連フロー・コントロール・アプリケーションの主要企業
7. DeltaValve：2001年買収。超高圧高温腐食性条件下でのメタル・シーテッド・インダストリアル・バルブ。

カーティス・ライト・コーポレーションは1999年フォーブスでの米国200ベストスモールカンパニー。エイヴィエーション・ウィークのベスト＝マネージド・スモール・カンパニー。
民間航空機のジェット機への移行に伴い、従来事業には得るものがなくなり、1960年代に航空機用や原子力潜水艦などのコンポーネントおよび生産へ移行する。原子力潜水艦は2005年時点でも契約が継続している。

## 製品

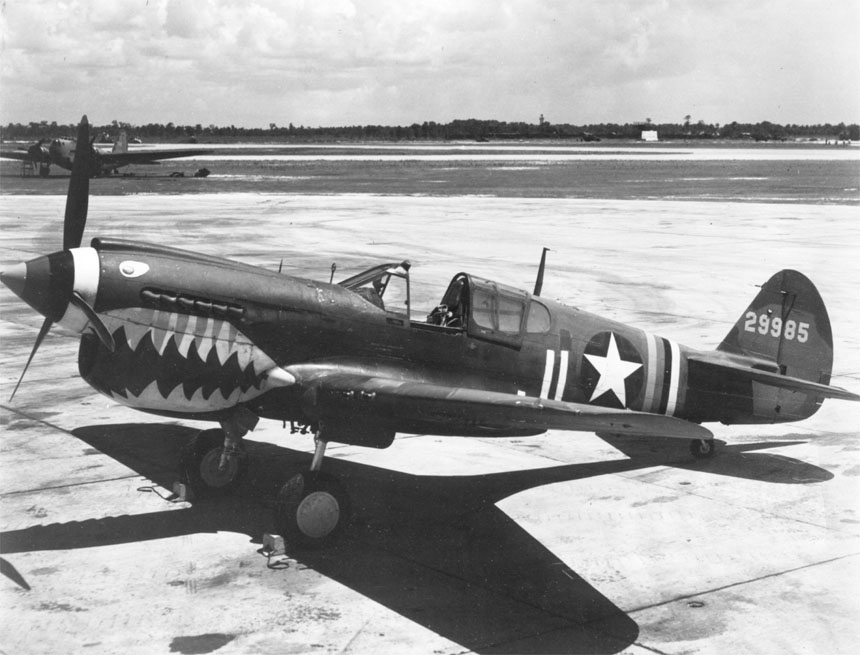
アメリカ陸軍航空軍で運用されたP-40ウォーホーク（1940年代）

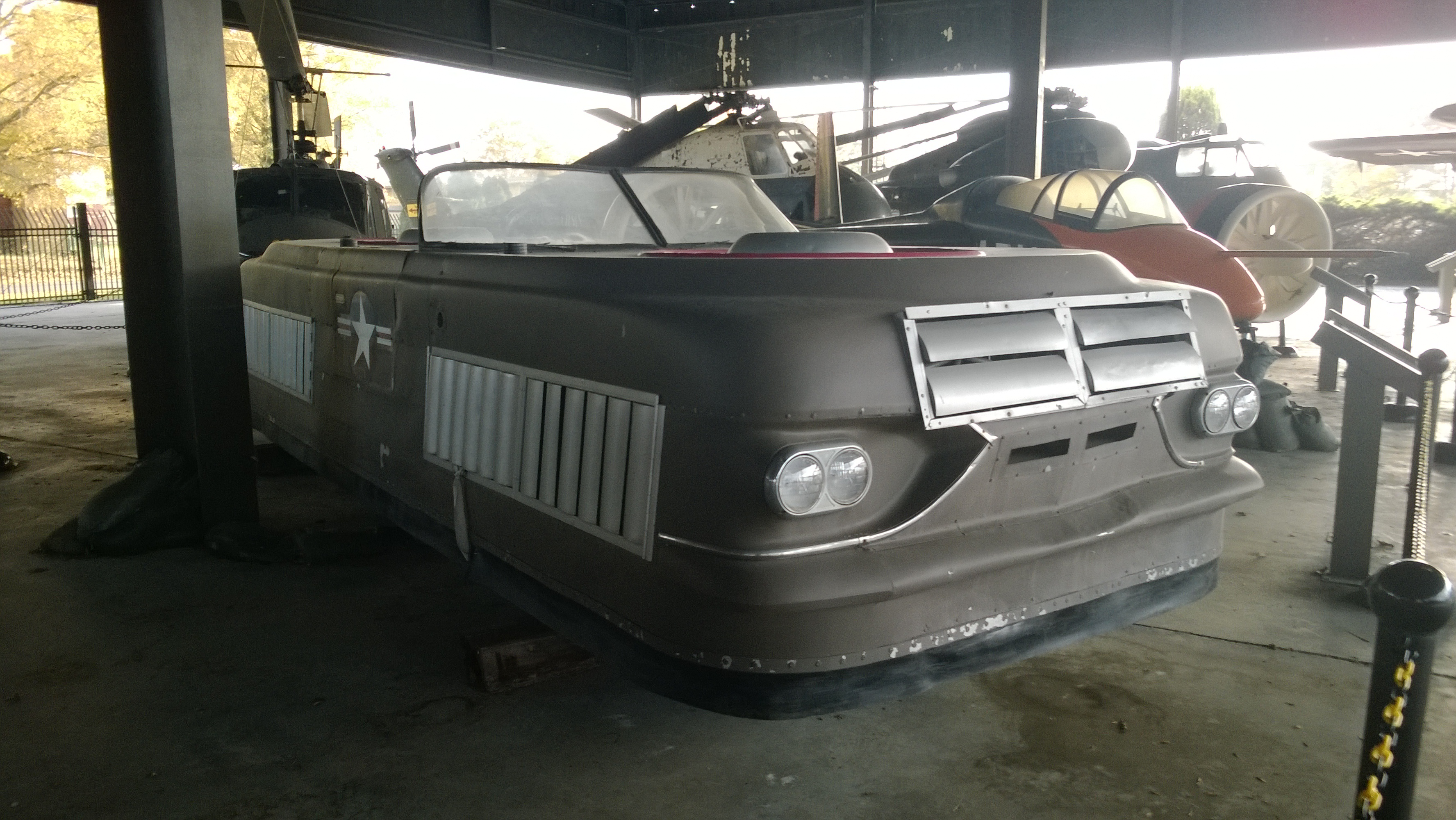
GEM モデル 2500 エアカー（1950年代後半）

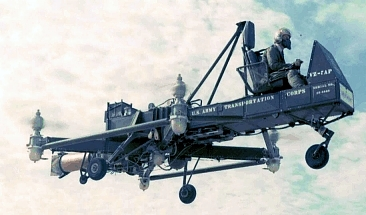
クワッドローターフライングジープのカーチス・ライト VZ-7（1958年頃）

社内名称の順に並べてある。社内名称の不明なものはアルファベット順である。
- CR-1 スキーター / CW-1 ジュニア
- CW-3 ダックリング
- T-32 コンドルII（CW-4）
- トラヴェル・エア 6000（CW-6B）
- CW-12
- CW-13
- トラヴェル・エア 2000（CW-14A）
- トラヴェル・エア 3000（CW-14B）
- トラヴェル・エア 4000（CW-14C）
- CW-15 セダン
- CW-16
- CW-17
- CW-18
- CW-19
- C-46 コマンドー：輸送機。（CW-20）
- CW-21
- CW-22
- CW-23：レース機。
- CT：雷撃機。（CW-24）
- XP-55 アセンダー：試作戦闘機。（CW-24B）
- AT-9 ジープ：高等練習機。（CW-25）
- C-76 キャラヴァン（CW-27）
- XF-87 ブラックホーク：陸上戦闘機。（CW-29）
- CS / SC：艦上観測攻撃機。（CW-31）
- F6C ホーク：艦上戦闘機。（CW-34）
- O-1 / O-11：観測機。（CW-37, 38）
- A-3 ヘルダイヴァー：攻撃機。（CW-37, 44）
- F8C ファルコン / ヘルダイヴァー：艦上戦闘爆撃機。（CW-37, 49）
- A-4 ヘルダイヴァー：攻撃機。（CW-37, 49）
- O2C ヘルダイヴァー：観測機。（CW-37, 49）
- ラーク（CW-41）
- F7C シーホーク：艦上戦闘機。（CW-43）
- B-2 コンドル：爆撃機。（CW-52）
- YA-10 シュライク（CW-59B）
- A-12 シュライク（CW-60）
- F11C ゴスホーク：艦上戦闘機。（CW-64, 67）
- BFC ゴスホーク：艦上爆撃機。（CW-64）
- BF2C ゴスホーク：艦上爆撃機。（CW-67）
- XF13C：試作艦上戦闘機。（CW-70）
- XO3C シーガル：観測機。（CW-71）
- SOC シーガル：偵察観測機。（CW-71）
- XSO2C：偵察観測機。（CW-71）
- XF12C：試作艦上戦闘機。（CW-73）
- SBC ヘルダイヴァー：艦上爆撃機。（CW-73, 77）
- P-36 ホーク：戦闘機。（CW-75）
- YP-37：試作戦闘機。（CW-75I）
- P-40 トマホーク/キティホーク/ウォーホーク：陸上戦闘機。（CW-75P）
- XP-42：試作戦闘機。（CW-75S）
- XA-14：試作攻撃機。（CW-76）
- A-18 シュライク：攻撃機。（CW-76A）
- XP-53：試作戦闘機。（CW-88）
- XP-60：試作戦闘機。（CW-90, 95）
- XBTC：試作艦上攻撃機。（CW-96）
- XBT2C：試作艦上攻撃機。（CW-98）
- CA-1
- F9C スパローホーク：艦上戦闘機。
- XF14C
- XF15C
- JN-4：リンドバーグが中古で購入した飛行機。リンドバーグはこれに乗り『命知らずの空中軽業師』と呼ばれるようになる。
- KD2C スキート：無人標的機。
- NC-4：飛行艇。最初の大西洋横断飛行に成功。
- O-40 レイヴン：観測機。
- O-52 オウル：観測機。
- P-1：戦闘機。
- XP-46：試作戦闘機。
- XP-62：試作戦闘機。
- XP-71：試作戦闘機。
- R3C：レース機。幾つかのレースで優勝。映画『紅の豚』主人公のライバルが搭乗するカーチスR3C-0非公然水上戦闘機は、本機がモデル。
- SB2C ヘルダイヴァー：艦上爆撃機。
- XSB3C：試作艦上爆撃機。
- SC シーホーク：偵察機。
- SNC ファルコン：高等練習機。
- SO3C シーミュウ：偵察観測機。
- VZ-7：VTOLクワッドローターヘリコプター試作機。
- SX-5-1：ヘリコプター。
- X-19
- GEM モデル 2500 エアカー：エアカー